# Eremotylus curvinervis
Eremotylus curvinervis är en stekelart som först beskrevs av Joseph Kriechbaumer 1878.  Eremotylus curvinervis ingår i släktet Eremotylus och familjen brokparasitsteklar. Arten är reproducerande i Sverige. Inga underarter finns listade i Catalogue of Life.